# Saint-Jean-Saverne
Saint-Jean-Saverne é uma comuna francesa na região administrativa de Grande Leste, no departamento Baixo Reno. Estende-se por uma área de 6,43 km². Em 2010 a comuna tinha 560 habitantes (densidade: 87,1 hab./km²).